# Angelo Serio (fantino)
Angelo Serio detto Pirulino (Roma, 1º gennaio 1891 – Viterbo, 15 giugno 1947) è stato un fantino italiano.
Ha corso il Palio di Siena per diciannove volte, vincendo il 2 luglio 1923 per la Lupa.

## La vittoria
L'unica vittoria di Pirulino avvenne in un Palio che vedeva inizialmente favorite Civetta e Giraffa, rispettivamente con Cispa su Fanfara e Rombois su Esperta. Anche la Chiocciola era considerata favorita, considerate anche le laute offerte indirizzate alle altre Contrade. Sola la Lupa fu restia nell'accettare i soldi della Chiocciola, puntando anch'essa alla vittoria con Pirulino.
Subito dopo la partenza, balzarono in testa Chiocciola e Lupa (di rincorsa), con la Civetta nettamente attardata. Pirulino rimase sempre dietro fino al terzo Casato, quando riuscì a sorprendere Cispa nonostante un cavallo molto più modesto. Il comportamento di Cispa venne aspramente criticato dai propri contradaioli civettini, i quali lo accusavano di una evidente compiacenza nei confronti della Lupa.

## Presenze al Palio di Siena
Le vittorie sono evidenziate ed indicate in neretto.
| Palio          | Contrada | Cavallo                 | Note   |
| -------------- | -------- | ----------------------- | ------ |
| 2 luglio 1920  | Onda     | Esperta                 |        |
| 17 agosto 1920 | Onda     | Grigio di C. Donatelli  |        |
| 2 luglio 1921  | Onda     | Sauro di E. Donnini     |        |
| 2 luglio 1922  | Selva    | Grigio di G. Pianigiani |        |
| 16 agosto 1922 | Lupa     | Isabella di G. Serchi   |        |
| 2 luglio 1923  | Lupa     | Baietta                 |        |
| 16 agosto 1923 | Selva    | Sauro di A. Furi        |        |
| 2 luglio 1924  | Selva    | Grigio di M. Busisi     |        |
| 16 agosto 1924 | Civetta  | Fiorello                |        |
| 2 luglio 1925  | Torre    | Morello di O. Fiaschi   | scosso |
| 16 agosto 1925 | Selva    | Sauro di A. Sammicheli  |        |
| 2 luglio 1926  | Civetta  | Sauro di M. Vannini     |        |
| 16 agosto 1926 | Lupa     | Tripoli                 |        |
| 16 agosto 1927 | Selva    | Baio di A. Fanetti      | scosso |
| 16 agosto 1928 | Lupa     | Fiorello                | scosso |
| 2 luglio 1929  | Bruco    | Sauro di M. Busisi      |        |
| 16 agosto 1930 | Bruco    | Gobba                   | scosso |
| 16 agosto 1945 | Leocorno | Lola                    |        |
| 20 agosto 1945 | Leocorno | Corallina               |        |